# Paraleptopentacta
Genre
Paraleptopentacta est un genre d'holothuries (concombres de mer) de la famille des Cucumariidae, endémique d'Atlantique nord et de Méditerranée.

## Caractéristiques
Ce sont de petites Cucumariidae classiques, au corps allongé, mince, plus ou moins courbé, généralement pentagonal en section transversale. Elles sont caractérisées par un anneau calcaire généralement sans plaques radiales fourchues postérieurement, en combinaison avec des ossicules de la paroi corporelle comme tressés (parfois absents) et une couche interne de plaques lisses, monocouches, multiloculaires, sans réticulum, par opposition à Leptopentacta, qui a toujours des queues fourchues aux plaques radiales et aux ossicules en couche externe de rosettes et/ou de paniers et une couche interne d'écailles/plaques multicouches ou souvent réticulées. Les podia sont rigides, non rétractiles, relativement peu nombreux, en rangées simples ou doubles, droites ou en zigzag, confinés aux ambulacres, souvent plus ou moins serrés dans chaque ambulacre ventral. On compte 10 tentacules buccaux dendritiques, petits, avec la paire ventrale réduite. 

## Répartition
Ces espèces se rencontrent en Atlantique nord et Méditerranée (contrairement aux leptopentacta). 

## Liste des espèces
Selon World Register of Marine Species (19 octobre 2021) :
- Paraleptopentacta cucumis (Risso, 1826) -- Méditerranée
- Paraleptopentacta djakonovi (Baranova & Saveleva, 1972) -- mer Noire
- Paraleptopentacta elongata (Düben & Koren, 1846) -- Europe atlantique et Méditerranée
- Paraleptopentacta tergestina (Sars, 1859) -- Atlantique nord-est

## Systématique
Le genre Paraleptopentacta a été créé en 2020 par Karim Mezali (d), Ahmed Suleman Thandar (d) et Ihcene Khodja (d) avec pour espèce type Cucumaria elongata Düben (d) & Koren (d), 1846, rebaptisée Paraleptopentacta elongata (Düben & Koren, 1846).

## Étymologie
Le nom générique Paraleptopentacta est une combinaison basée sur le terme grec ancien παρά, pará, « à côté de », accolé au genre Leptopentacta et fait référence à la grande proximité de ces deux genres.

## Publication originale
- (en) Karim Mezali, Ahmed S. Thandar et Ihcene Khodja, « Paraleptopentacta, a new Mediterranean and north-west Atlantic sea cucumber genus, with the first record of P. tergestina n. comb. (Echinodermata: Dendrochirotida: Cucumariidae) from the north-western Algerian coast », Zootaxa, Magnolia Press (d), vol. 4860, no 2,‎ 12 octobre 2020, p. 199–210 (ISSN 1175-5334 et 1175-5326, OCLC 49030618, PMID 33056162, DOI 10.11646/ZOOTAXA.4860.2.3, lire en ligne).